# Montevecchia

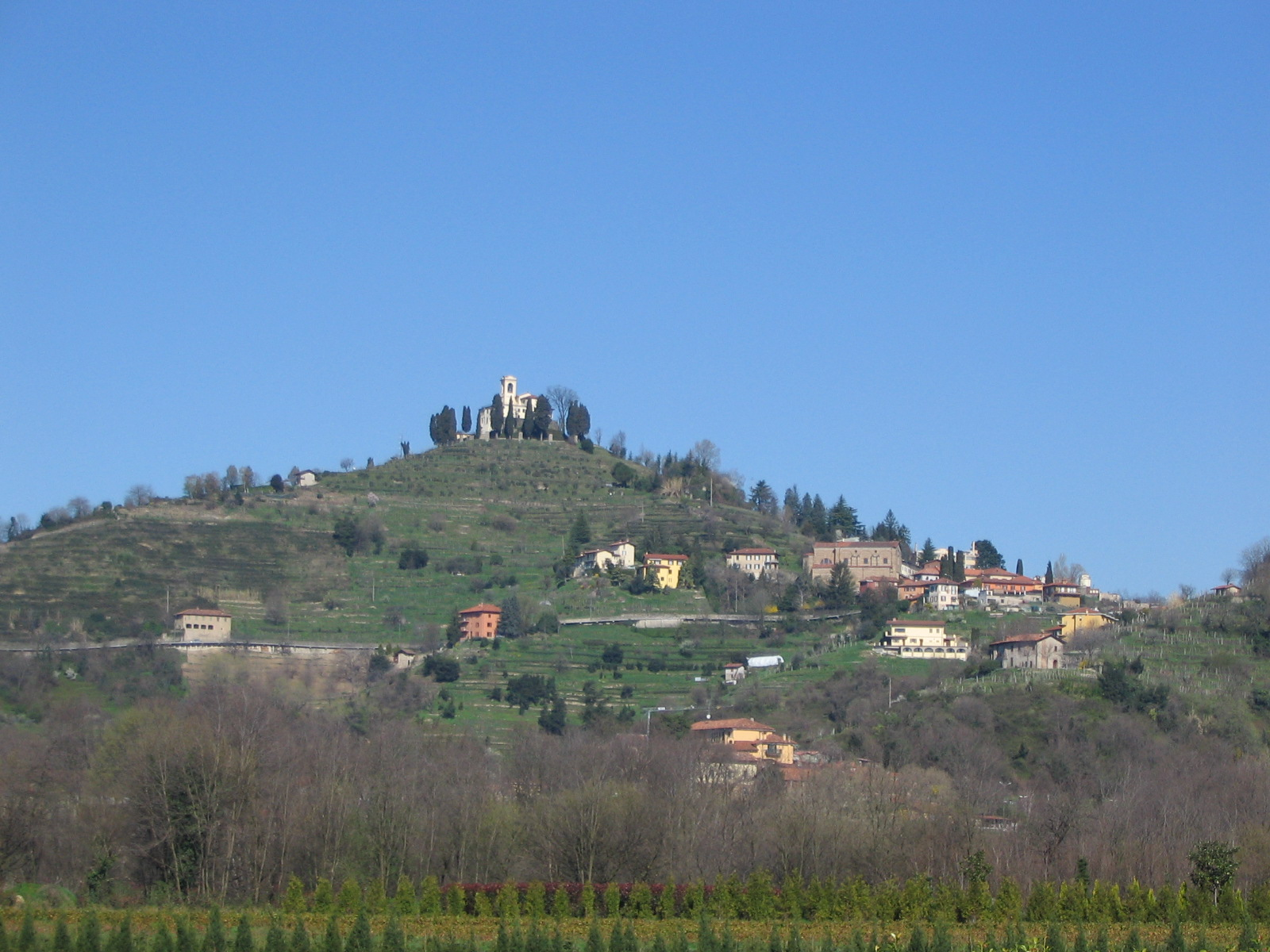
Montevecchia

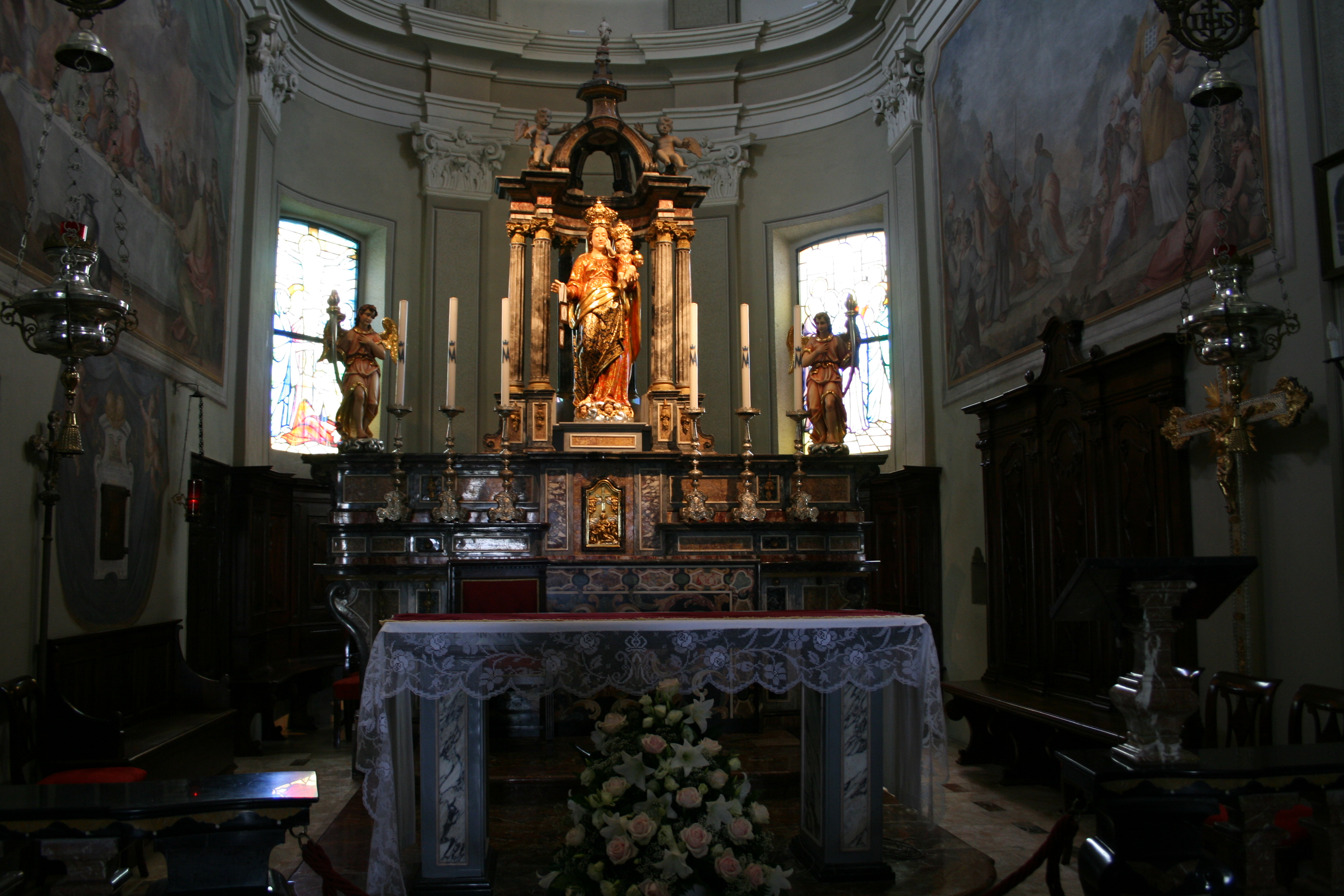
Wallfahrtskirche Beata Vergine del Carmelo, Innenraum

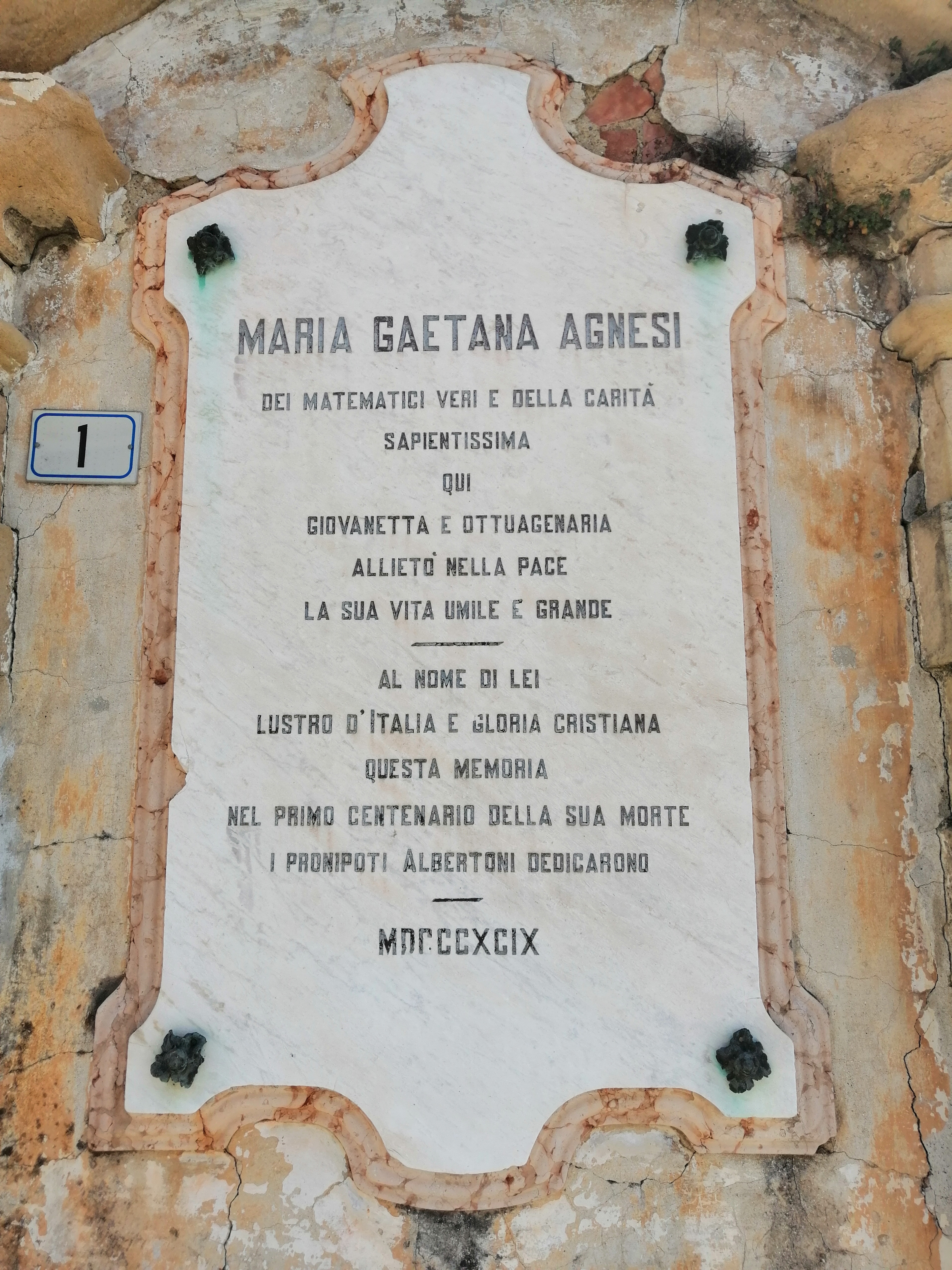
Denktafel von Maria Gaetana Agnesi

Montevecchia ist eine italienische Gemeinde in der Provinz Lecco in der Region Lombardei mit 2681 Einwohnern (Stand 31. Dezember 2023).

## Geographie
Montevecchia liegt etwa 15 km südlich der Provinzhauptstadt Lecco und 30 km nordöstlich der Millionen-Metropole Mailand. Im Jahr 1971 hatte die Gemeinde Montevecchia eine Fläche von 592 Hektar.
Die Nachbargemeinden sind Cernusco Lombardone, Merate, Missaglia, Olgiate Molgora, Osnago, Perego und Rovagnate.

## Geschichte
In den Statuten für die Straßen und Gewässer des Herzogtums Mailand wurde es als el locho da Montevegia in die Gemeinde Missaglia aufgenommen. Bei der Aufteilung des estimo von Monte di Brianza (1456) wurde die Gemeinde Montevecchia in die Pieve Missaglia eingegliedert. Im Grundbuch des Herzogtums Mailand von 1558 und den nachfolgenden Aktualisierungen bis zum 17. Jahrhundert wurde Montevecchia unter den Gemeinden der Pieve Missaglia aufgeführt. Ein Prospekt aus dem Jahr 1572 (Terre Ducato di Milano, 1572), der alle Ländereien des Herzogtums Mailand und andere, die für den Verkauf freigegeben waren, umfasste auch Monteveggia.
Aus den Antworten, die im Jahr 1751 auf die 45 Anfragen der königlichen Volkszählungsbehörde gegeben wurden, geht hervor, dass die Gemeinde Monte Vecchia, die zur Pieve Missaglia gehörte und bereits seit 1647 an Alessandro Panigarola und später an Giacomo Brivio belehnt war, zu diesem Zeitpunkt an Pietro Agnesi Mariani belehnt war, der jedoch nichts bezahlte. 
Nach dem vorübergehenden Zusammenschluss der lombardischen Provinzen mit dem Königreich Sardinien, der auf der durch das Gesetz vom 23. Oktober 1859 festgelegten territorialen Aufteilung beruhte, wurde die Gemeinde Montevecchia mit 818 Einwohnern, die von einem Rat mit fünfzehn Mitgliedern und einem Rat mit zwei Mitgliedern verwaltet wurde, in den Bezirk IV von Missaglia, Bezirk III von Lecco, Provinz Como eingegliedert. Bei der Gründung des Königreichs Italien im Jahr 1861 hatte die Gemeinde 884 Einwohner (Volkszählung 1861). Nach dem Gemeindegesetz von 1865 wurde die Gemeinde von einem Bürgermeister, einer Junta und einem Rat verwaltet. Im Jahr 1867 wurde die Gemeinde in denselben Bezirk, Kreis und dieselbe Provinz eingegliedert (Verwaltungsbezirk 1867). Im Jahr 1924 wurde die Gemeinde in den Bezirk Lecco der Provinz Como eingegliedert. Nach der Gemeindereform von 1926 wurde die Gemeinde von einem Podestà verwaltet. Im Jahr 1928 wurde die Gemeinde Montevecchia zur neuen Gemeinde Cernusco Montevecchia zusammengefasst. Im Jahr 1966 wurde die autonome Gemeinde Montevecchia durch Abtrennung ihres Gebiets von der Gemeinde Cernusco Montevecchia neu gebildet. Nach dem geltenden Gemeindegesetz wurde die Gemeinde von einem Bürgermeister, einer Junta und einem Rat verwaltet.

## Bevölkerung
| Bevölkerungsentwicklung | Bevölkerungsentwicklung | Bevölkerungsentwicklung | Bevölkerungsentwicklung | Bevölkerungsentwicklung | Bevölkerungsentwicklung | Bevölkerungsentwicklung | Bevölkerungsentwicklung | Bevölkerungsentwicklung | Bevölkerungsentwicklung | Bevölkerungsentwicklung | Bevölkerungsentwicklung | Bevölkerungsentwicklung | Bevölkerungsentwicklung | Bevölkerungsentwicklung | Bevölkerungsentwicklung |
| ----------------------- | ----------------------- | ----------------------- | ----------------------- | ----------------------- | ----------------------- | ----------------------- | ----------------------- | ----------------------- | ----------------------- | ----------------------- | ----------------------- | ----------------------- | ----------------------- | ----------------------- | ----------------------- |
| Jahr                    | 1861                    | 1871                    | 1881                    | 1901                    | 1911                    | 1921                    | 1931                    | 1951                    | 1961                    | 1971                    | 1981                    | 1991                    | 2011                    | 2022                    |                         |
| Einwohner               | 884                     | 907                     | 945                     | 1177                    | 1393                    | 1487                    | 1393                    | 1520                    | 1414                    | 1402                    | 1851                    | 2234                    | 2480                    | 2674                    |                         |
| Quelle: ISTAT           |                         |                         |                         |                         |                         |                         |                         |                         |                         |                         |                         |                         |                         |                         |                         |

## Sehenswürdigkeiten
- Pfarrkirche San Giovanni Battista.[2]
- Wallfahrtskirche Beata Vergine del Carmelo.
- Kirche San Bernardo.[3]
- Villa Albertoni.[4]
- Villa Duca.[5]
- Villa Vittadini.[6]

## Persönlichkeiten
- Maria Gaetana Agnesi (* 16. Mai 1718 in Mailand; † 9. Januar 1799 ebenda), italienische Mathematikerin und Philanthropin, wohnte in Montevecchia.

## Einzelnachweise

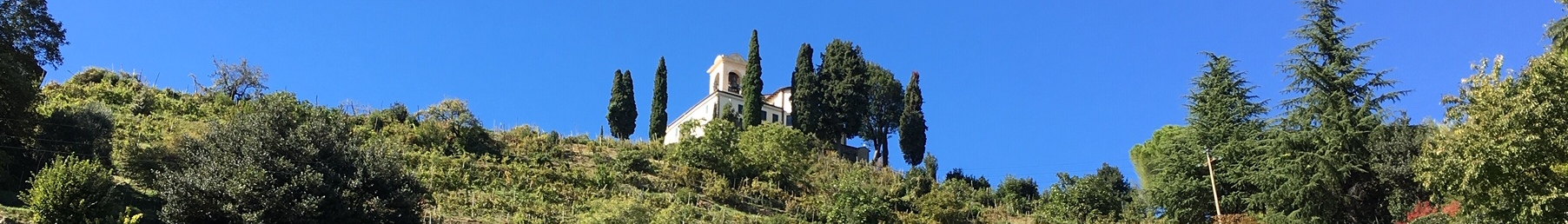
Wallfahrtskirche Beata Vergine del Carmelo im Hintergrund